# Proceedings of the National Academy of Sciences
Proceedings of the National Academy of Sciences (PNAS) este o revistă științifică publicată de United States National Academy of Sciences (Academia de Științe ale Statelor Unite ale Americii). Revista a fost înființată în anul 1914 și este publicată săptămânal. În anul 2014, factorul de impact al revistei a fost de 9.674.